# Arturo Jáuregui Peña
Luis Arturo Jáuregui Peña (Chile, 17 de octubre de 1956-30 de marzo de 2023) fue un futbolista chileno. Jugaba de mediocampista y militó en diversos clubes de Chile. Era apodado Chico o Tomatín.

## Trayectoria
Sus inicios se remontan al año 1969 en la segunda infantil del Club Pizarreño de Maipú. El siguiente año jugó en la primera infantil de Unión Española. Entre 1971 y 1974 defendió la camiseta del Club Capitán Gálvez de Los Nogales. En 1975, como seleccionado de Peñaflor, jugó en el Campeonato Nacional efectuado en Chillán. 
Ese mismo año firmó por Deportes Aviación, yendo a préstamo a Independiente de Cauquenes, volviendo en 1977 al primer equipo de Deportes Aviación. 
Posteriormente se desempeñó por Deportes Iquique, Magallanes, Unión Española, para pasar a Colo-Colo en 1986, jugando 3 y media temporadas, disputando 77 partidos oficiales y marcando 27 goles.
Es muy recordado por los hinchas de Colo-Colo, equipo con el cual está plenamente identificado y particularmente, por haber sido campeón del fútbol chileno con el equipo albo en 1986, cuando Colo-Colo derrotó a Palestino, en un partido de desempate. En el club albo además fue campeón de la Copa Digeder 1988 y 1989.
Tras su paso por el equipo albo, defendió los colores de Naval y Audax Italiano.
Los años 1992 y 1993, como entrenador dirigió a Magallanes.
En 2002 sufrió un accidente cerebrovascular que lo dejó con serios problemas al hablar y con una parálisis al lado derecho de la cara.
Tras el retiro del fútbol, ofició como carnicero en un local comercial, inaugurado junto a su padre en 1985, en la conocida Central de Abastecimiento Lo Valledor.

## Selección nacional
Integró la selección chilena de fútbol en tres oportunidades entre 1985 y 1989.

### Partidos internacionales
| 1     | 17 de octubre de 1985 | Estadio Nacional, Santiago, Chile                          | Chile       | 1-0 | Uruguay  |   |  | Pedro Morales   | Amistoso          |
| 2     | 19 de octubre de 1985 | Estadio Nacional, Santiago, Chile                          | Chile       | 0-0 | Paraguay |   |  | Pedro Morales   | Amistoso          |
| 3     | 7 de mayo de 1989     | Los Angeles Memorial Coliseum, Los Ángeles, Estados Unidos | El Salvador | 0-1 | Chile    |   |  | Orlando Aravena | Torneo 4 Naciones |
| Total | Total                 | Total                                                      | Presencias  | 3   | Goles    | 0 |  |                 |                   |

| Selección chilena | Selección chilena | Selección chilena |
| Año               | Partidos          | Goles             |
| ----------------- | ----------------- | ----------------- |
| 1985              | 2                 | 0                 |
| 1989              | 1                 | 0                 |
| Total             | 3                 | 0                 |

## Clubes
| Club                       | País  | Año       |
| -------------------------- | ----- | --------- |
| Deportes Aviación          | Chile | 1975      |
| Independiente de Cauquenes | Chile | 1976      |
| Deportes Aviación          | Chile | 1977-1980 |
| Deportes Iquique           | Chile | 1981      |
| Magallanes                 | Chile | 1982-1984 |
| Unión Española             | Chile | 1985      |
| Colo-Colo                  | Chile | 1986-1989 |
| Naval                      | Chile | 1989-1990 |
| Audax Italiano             | Chile | 1991-1992 |
| Magallanes                 | Chile | 1992      |

## Palmarés

### Campeonatos nacionales
| Título           | Club      | País  | Año  |
| ---------------- | --------- | ----- | ---- |
| Primera División | Colo-Colo | Chile | 1986 |
| Copa Chile       | Colo-Colo | Chile | 1988 |
| Copa Chile       | Colo-Colo | Chile | 1989 |